# Åke Larson
För andra betydelser, se Åke Larsson.
Åke Larson, folkbokförd Nils Åke Lennart Larsson, född 15 februari 1936 i Stockholm, död 28 augusti 2009 i Stockholm, var en svensk byggföretagare och entreprenör. 
Åke Larson utbildade sig till byggnadsingenjör vid Stockholms tekniska institut och grundade 1963 företaget Åke Larson Byggare AB. Företaget baserades på en innovativ affärsidé kring entreprenad och kunde expandera snabbt. I början 1970-talet började internationaliseringen med projekt i bland annat Norge, Storbritannien och USA.
Han var gift första gången med Ulla Larson Berg (1936–1999) och andra gången från 1979 med skådespelaren Gunwer Bergkvist. Han hade tre barn.

## Årets tjänsteföretag
1986 utsågs företaget till Årets tjänsteföretag för dess innovativa affärsidé: 
| ” | ... på ett framgångsrikt sätt lyckats skilja ut den byggtekniska och administrativa kompetensen från själva byggandet. Ett effektivt informations- och styrsystem gör att man kan korta ner projekttiden väsentligt och därmed också minska kostnaderna. | „ |

Larsons affärsidé tillämpas idag av de flesta större byggentreprenörer.

## Genomförda byggprojekt (urval)
- Aula Magna, Stockholms universitet
- SAS koncernbyggnad i Frösundavik, Solna kommun
- Byggnader på Aker Brygge, Oslo
- The Ark Hammersmith, London